# Außervillgraten
Außervillgraten ist eine Gemeinde mit 729 Einwohnern (Stand 1. Jänner 2024) im Bezirk Lienz in Tirol, Österreich. Die Gemeinde liegt im Gerichtsbezirk Lienz.

## Geografie
Außervillgraten liegt im Villgratental, einem Seitental des Osttiroler Pustertals am Zusammenfluss von Villgratenbach und Winkeltalbach. Die Gemeinde ist eine ausgeprägte Streusiedlung.

### Gemeindegliederung
Sie besteht aus den Fraktionen Unterwalden, Dorf, Unterfelden, Versellerberg und Winkeltal. In den letzten 20 Jahren haben sich neben dem Ortskern (Fraktion Dorf) zwei weitere geschlossene Siedlungskerne gebildet: Die Aue talauswärts und der Weiler Walchboden im Winkeltal.

### Nachbargemeinden
| Sankt Veit in Defereggen | Hopfgarten in Defereggen                    |                     |
| Innervillgraten          | Kompassrose, die auf Nachbargemeinden zeigt | Anras Abfaltersbach |
| Sillian                  | Heinfels                                    | Strassen            |

## Geschichte
Das Villgratental gehörte vermutlich bereits zum Ausstattungsgut, das Herzog Tassilo III. von Bayern im Jahr 769 dem Stift Innichen übertrug und von Kaiser Otto I. bestätigt wurde. Zu dieser Zeit war das Tal noch nicht dauerhaft besiedelt, nur rätoromanische Namen weisen auf gelegentliche Almwirtschaft hin.
1140 ließ der Innichner Vogt des Bistums Brixen, Graf Arnold von Morit-Greifenstein, im hinteren Teil des Tales (Gemeinde Innervillgraten) Rodungen durchführen („in loco qui dicitur Ualgratto“). Das Gebiet sollte von Bauern aus der Nachbarschaft besiedelt werden. Als Lockmittel wurden den Siedlern Gratiszuteilungen von Vieh und Getreide angeboten. Die Höfe waren als Schwaighöfe konzipiert, das bedeutet, dass es sich vor allem um Viehwirtschaft handelte. Sie waren überwiegend in kirchlichem Besitz. So waren die Klöster Innichen, Freising und Sonnenburg die wichtigsten Grundherren im Tal.
Das Gebiet der Gemeinde Außervillgraten im vorderen Teil des Tales wurde erst später besiedelt. 1243 wurde Hochwalden als erster Hof in Außervillgraten urkundlich erwähnt, als zweitältester Hof gilt Perfl.
Ursprünglich wurden in Außervillgraten 64 Urhöfe gegründet, die später durch Teilungen vermehrt wurden.
Aufgrund von hohen Abgaben und Missernten wanderten im 15. Jahrhundert ca. 300 Außervillgrater nach Sappada im Piavetal aus.
1827 errichtete Michael Pirgler die erste Güterseilbahn Tirols in Außervillgraten.
Erst am 12. Februar 1927 gab es erstmals elektrisches Licht. Jedoch beschränkte sich dies nur auf die Kirche und den Dorfbereich. Außervillgraten veränderte sich bis in die 1960er Jahre nicht grundlegend.
Erst zu dieser Zeit wurde das Gebiet mit moderner Infrastruktur erschlossen.

### Kirchengeschichte
Außervillgraten gehörte ursprünglich zur Urpfarre Sillian. 1679 erhielt die Gemeinde durch Vermittlung des Pflegers von Heinfels eine eigene Kuratie. Bereits ein Jahr zuvor wurde für den zukünftigen Kuraten ein eigener Widum errichtet. 1795 wurde die heutige Pfarrkirche zur heiligen Gertraud an der Stelle der bisherigen gotischen Kirche errichtet.
Im 18. Jahrhundert war in Außervillgraten eine Volksmission der Jesuiten mit großem Erfolg tätig.

## Bevölkerung

### Bevölkerungsstruktur
2012 lebten in der Gemeinde Außervillgraten 789 Menschen. Ende 2001 waren 95,6 Prozent der Bevölkerung österreichische Staatsbürger (Tirol: 90,6 Prozent), bis zum Jahresbeginn 2012 stieg der Wert auf 99,4 Prozent. Lebten 2001 noch 34 Deutsche in der Gemeinde, so waren es 2012 nur noch insgesamt vier EU-Staatsbürger sowie ein weiterer ausländischer Staatsbürger. Zur römisch-katholischen Kirche bekannten sich 2001 99,9 Prozent der Einwohner (Tirol: 83,4 Prozent), lediglich eine Person hatte kein religiöses Bekenntnis.
Der Altersdurchschnitt der Gemeindebevölkerung entsprach 2001 ungefähr dem Landesdurchschnitt. 18,7 Prozent der Einwohner von Außervillgraten waren jünger als 15 Jahre (Tirol: 18,4 Prozent), 61,3 Prozent zwischen 15 und 59 Jahre alt (Tirol: 63,0 Prozent). Der Anteil der Einwohner über 59 Jahre lag mit 20,0 Prozent leicht über dem Landesdurchschnitt von 18,6 Prozent. Der Altersdurchschnitt der Bevölkerung von Außervillgraten stieg in der Folge deutlich. Der Anteil der unter 15-Jährigen sank per 1. Jänner 2012 auf 16,1 Prozent, während sich der Anteil der Menschen zwischen 15 und 59 Jahren auf 65,5 Prozent erhöhte. Der Anteil der über 59-Jährigen sank hingegen leicht auf 18,4 Prozent. Nach dem Familienstand waren 2001 53,0 Prozent der Einwohner von Außervillgraten ledig, 41,6 Prozent verheiratet, 5,0 Prozent verwitwet und 0,4 Prozent geschieden.

### Bevölkerungsentwicklung
Die Einwohnerentwicklung der Gemeinde Außervillgraten lag ab dem späten 19. Jahrhundert stets unter dem durchschnittlichen Bevölkerungswachstum des Bezirks Lienz bzw. des Bundeslandes Tirol. Bereits zwischen 1869 und 1900 musste Außervillgraten eine Schrumpfung der Einwohnerzahl von 14 Prozent hinnehmen, wobei im Jahr 1900 mit 727 Einwohnern der bisherige Tiefststand verzeichnet wurde. Danach stagnierte die Einwohnerzahl bis in die 1920er Jahre praktisch, um in der Folge langsam zu steigen. Ihr größtes Bevölkerungswachstum erreichte die Gemeinde in der Folge zwischen 1951 und 1971, als die Einwohnerzahl um 34 Prozent wuchs. Nachdem sich die Bevölkerungszahl bis 1981 nochmals leicht auf 1.171 Menschen erhöht hatte, begann in der Gemeinde ein neuerlicher Schrumpfungsprozess. In der Folge büßte Außervillgraten zwischen 1981 und 2018 ein Drittel seiner Bevölkerung ein. Außervillgraten leidet bereits seit Jahrzehnten unter einer stark negativen Wanderungsbilanz. Konnte diese in den 1970er Jahren noch durch eine stark positive Geburtenbilanz ausgeglichen werden, so wirkten eine sich verdoppelnde, negative Wanderungsbilanz und eine sich mehr als halbierende positive Geburtenbilanz stark negativ auf die Einwohnerzahl aus. In den 1990er Jahren reduzierte sich die negative Wanderungsbilanz zwar, blieb jedoch noch rund doppelt so hoch wie die positive Geburtenbilanz. Seit der Jahrtausendwende erhöhte sich die negative Wanderungsbilanz noch, während die Geburtenbilanz nur noch schwach positiv ausfiel.

## Kultur und Sehenswürdigkeiten

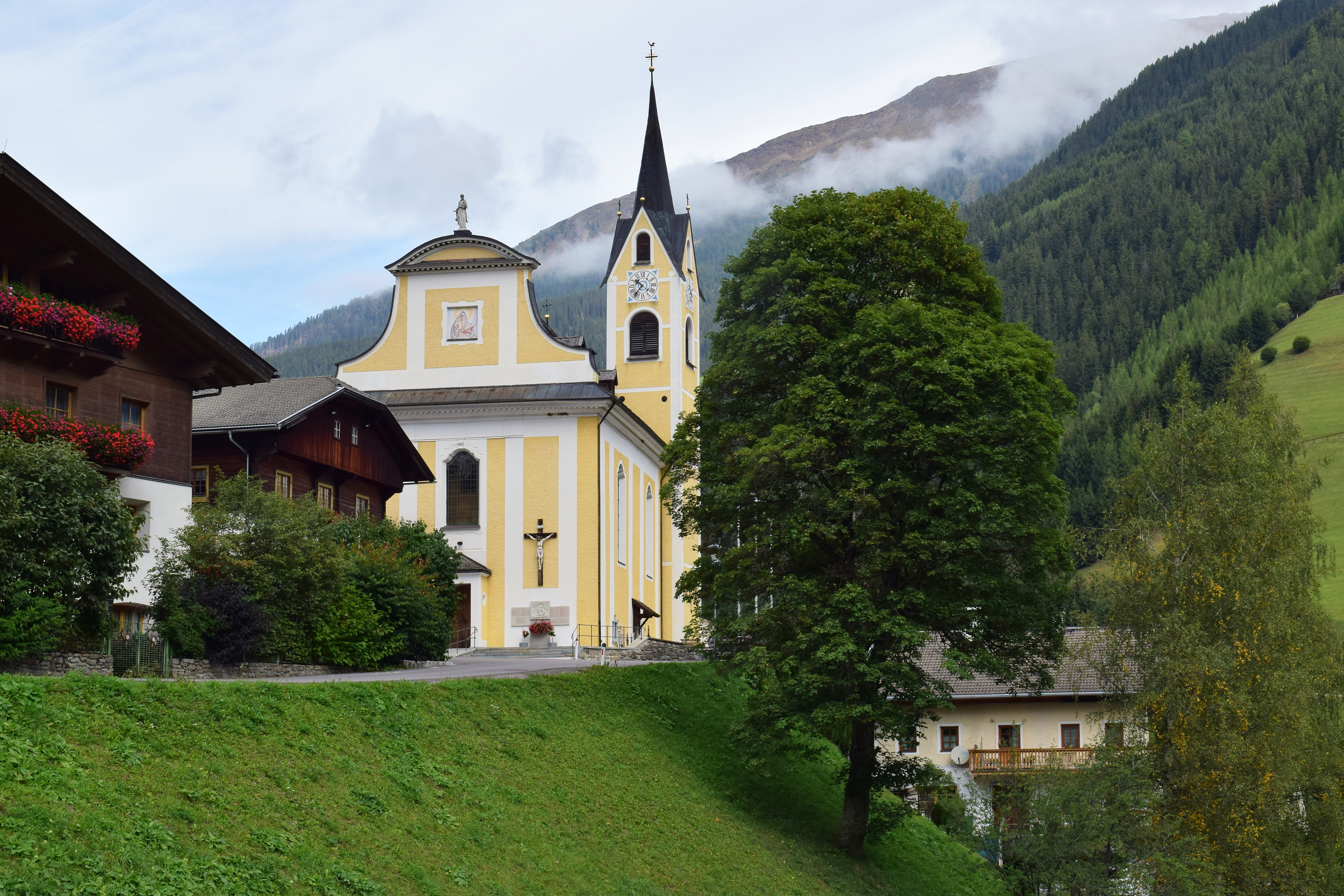
Pfarrkirche Außervillgraten

- Katholische Pfarrkirche Außervillgraten hl. Gertraud: Die Pfarrkirche geht auf eine Vorgängerkirche aus dem 14. Jahrhundert zurück, der im 15. Jahrhundert durch einen spätgotischen Neubau ersetzt wurde. Von dieser Kirche blieben jedoch nach dem barocken Neubau durch Thomas Mayr Ende des 18. Jahrhunderts nur noch Grundmauern und die Sakristei erhalten. Das Widum wurde nach einem Brand in den 1920er Jahren neu errichtet. Der Friedhof der Gemeinde ist wie die Pfarrkirche denkmalgeschützt und seit dem 14. Jahrhundert belegt. Er beherbergt eine Friedhofskapelle aus dem Jahr 1832. Weitere Denkmäler sind die 1765 errichtete Kapelle St. Genoveva (Bachlechenkapelle), die Mariahilfkapelle (Stöckl-Kapelle) aus dem Jahr 1912. Einziges weltliches Denkmal ist der Bauernhof Wurzer, dessen Hofstelle bereits 1433 urkundlich erwähnt wurde. Zu dem Einhof gehört eine Kapelle, eine Waschküche, eine Getreidemühle und eine Sägemühle. Neben den denkmalgeschützten Objekten finden sich in Außervillgraten zudem die 1954 errichtete Schupferkapelle, die 1979 erbaute Ignatiuskapelle und das 1912/14 erbaute Antonius-Stöckl. Zudem liegen in Außervillgraten mehrere weitere erwähnenswerte Bauernhöfe.
- Bachlehenkapelle hl. Genoveva in Winkeltal
- Wurzerhof: Einhof im Winkeltal, mit Waschküche/Selche, Säge, Hofkapelle hl. Katharina und Getreidemühle.
- Mit 2010 wurde das Sternsingen im Villgratental zum Immateriellen Welterbe, wie es die UNESCO deklariert, in der Österreichliste (Nationales Kulturgut) aufgenommen.[6]

## Wirtschaft und Infrastruktur

### Arbeitsstätten und Beschäftigte
Die im Rahmen der Volkszählung durchgeführte Arbeitsstättenzählung ergab 2001 in Außervillgraten 26 Arbeitsstätten mit 118 Beschäftigten (ohne Landwirtschaft), wobei 76 Prozent unselbständig Beschäftigte waren. Die Anzahl der Arbeitsstätten war dabei gegenüber dem Jahr 1991 um zwei Betriebe (plus 8 Prozent) gestiegen, die Anzahl der Beschäftigten jedoch um 24 Personen (minus 17 Prozent) geschrumpft. Wichtigster Wirtschaftszweig war 2001 die Sachgütererzeugung mit vier Betrieben und 54 Beschäftigten (46 Prozent der Beschäftigten in Außervillgraten). Dahinter folgten das Beherbergungs- und Gaststättenwesen mit sieben Arbeitsstätten und 27 Beschäftigten und die Öffentliche Verwaltung bzw. Sozialversicherung mit 11 Beschäftigten. 44 Prozent der in Außervillgraten Beschäftigten waren Arbeiter, 22 Prozent Angestellte oder Beamte und 19 Prozent Betriebsinhaber.
Zu den Gewerbebetrieben gehören Bekleidung Mühlmann, die Tischlereien Gardener, Perfler und Walder sowie die Malerei Kapferer. Es besteht zudem eine Trafik mit angrenzendem Café, die Kaufhäuser Obbrugger (Spar) und Perfler (Adeg) sowie eine Raiffeisenkasse.
| Von den 2010 in Außervillgraten lebenden 393 Erwerbstätigen waren 93 in der Sachgütererzeugung (24 Prozent), 54 in der Land- und Forstwirtschaft (14 Prozent) und 46 im Bauwesen (12 Prozent). Weitere wichtige Branchen waren der Bereich Erziehung und Unterricht mit 45 Beschäftigten (12 Prozent) und der Handel mit 39 Beschäftigten (10 Prozent). Von den 388 Erwerbstätigen aus Außervillgraten (ohne temporär von der Arbeit abwesende Personen) erwerbstätigen Einwohnern aus Außervillgraten gingen 2010 lediglich 136 Personen in Außervillgraten ihrer Beschäftigung nach. 252 mussten zur Arbeit auspendeln. Von den Auspendlern hatten 13 Prozent ihre Arbeitsstätte im benachbarten Ballungszentrum Lienz, weitere 21 Prozent pendelten nach Sillian, 17 Prozent in die Nachbargemeinde Heinfels. 19 Prozent der Auspendeler mussten in einer anderen Gemeinde des Bezirks arbeiten. Weitere 19 bzw. 8 Prozent pendelten nach Nordtirol oder in ein anderes Bundesland, zehn der Einwohner mussten ins Ausland auspendeln. Im Gegenzug arbeiteten 2010 75 Einpendler in Außervillgraten, die zu 84 Prozent aus dem Bezirk stammten. | Hier fehlt eine Grafik, die leider im Moment aus technischen Gründen nicht angezeigt werden kann. Wir arbeiten daran! |

### Land- und Forstwirtschaft
| Viehbestand der Gemeinde Außervillgraten |      |      |      |      |      |      |      |
| Viehstand                                | 1951 | 1961 | 1971 | 1981 | 1991 | 2000 | 2010 |
| Pferde                                   | 16   | 11   | 22   | 1    | 1    | 3    | 9    |
| Rinder                                   | 702  | 731  | 757  | 765  | 736  | 682  | 657  |
| Schweine                                 | 194  | 228  | 283  | 207  | 153  | 67   | 60   |
| Schafe                                   | 375  | 411  | 461  | 490  | 551  | 400  | 917  |
| Ziegen                                   | 45   | 32   | 9    | 18   | 12   | 16   | 24   |
| Geflügel                                 | 785  | 1205 | 1535 | 1000 | 719  | 680  | 304  |

Das ursprünglich reine Bergbauerndorf Außervillgraten verzeichnet wie alle Gemeinden Osttirols insbesondere seit dem Ende des Zweiten Weltkriegs einen starken Rückgang der Landwirtschaft, wenngleich sich in der Gemeinde immer noch zahlreiche bäuerliche Betriebe erhalten haben. Ab 1962 wurde intensiv an der Erschließung der abgelegenen Höfe gearbeitet, sodass diese ebenso wie drei Viertel der gesamten Waldfläche mittlerweile erschlossen sind. Schwerpunkt der Landwirtschaft ist die Milch- und Viehwirtschaft, wobei insbesondere die Haltung von Rindern und Schafen eine wichtige Rolle spielt. Die Bestände der Schafe und Rinder veränderten sich seit der zweiten Hälfte des 20. Jahrhunderts kaum, hingegen ging insbesondere die Schweinehaltung stark zurück. Die Geflügelhaltung erreichte in den 1970er Jahren einen Höhepunkt, reduzierte sich aber danach wieder unter den Ausgangswert von 1951. Die Ziegen- und Pferdehaltung spielt hingegen kaum eine Rolle. Die Statistik wies für die Gemeinde Außervillgraten 1999 132 land- und forstwirtschaftliche Betriebe aus. Darunter befanden sich 27 Haupterwerbsbetriebe, 75 Nebenerwerbsbetriebe und 28 Betriebe im Eigentum juristischer Personen. Gemeinsam bewirtschafteten diese Betriebe 1999 insgesamt 7.057 Hektar Fläche, wobei 23 Prozent der Fläche von Vollerwerbsbauern, 32 Prozent von Nebenerwerbslandwirten und 45 Prozent von Betrieben mit juristischen Personen bewirtschaftet wurden.

### Tourismus
Der Tourismus hat für die Gemeinde Außervillgraten eine vergleichsweise niedrige Bedeutung, obwohl die Gemeinde in Werbung und Infrastrukturmaßnahmen investierte. 1973 erschloss Außervillgraten das Thurntal als Skigebiet, 1991 folgte die Errichtung der Einseilumlaufbahn von Sillian aus, 1999 der Bau einer Vierersesselbahn von Außervillgraten. Winkel- und Villgratental werden insbesondere für Wander- und Skitouren genutzt, im Winter besteht eine beleuchtete Rodelbahn und ein Eislaufplatz, der im Sommer wiederum als Tennisplatz dient.
Die Tourismusintensität (Nächtigungen pro Einwohner) liegt im Bezirksvergleich unter dem Durchschnitt, ist jedoch im Sommer und Winter nahezu gleich hoch. Außervillgraten konnte im Tourismusjahr 2011/12 rund 19.000 Übernachtung zählen. Im Sommerhalbjahr 2012 verzeichnete Außervillgraten 9.125 Übernachtungen, im Winterhalbjahr 2011/12 9.893 Übernachtungen. Während die Gemeinde dabei gegenüber der Jahrtausendwende in der Sommersaison leichte Verluste verzeichnete, verlor die Gemeinde in der Wintersaison zwischen 2000 und 2012 26 % ihrer Nächtigungen. Vermarktet wird die Gemeinde wie alle Osttiroler Gemeinden über den Tourismusverband Osttirol, wobei Außervillgraten über die „Ferienregion Hochpustertal“ organisiert ist. Außervillgraten ist dabei eine von 17 Gemeinden, die unter der Initiative „Bergsteigerdörfer“ vermarktet wird. In der Gemeinde bestehen mehrere Privatzimmervermieter und Ferienwohnungen sowie Gasthöfe und Pensionen, jedoch kein Hotel.

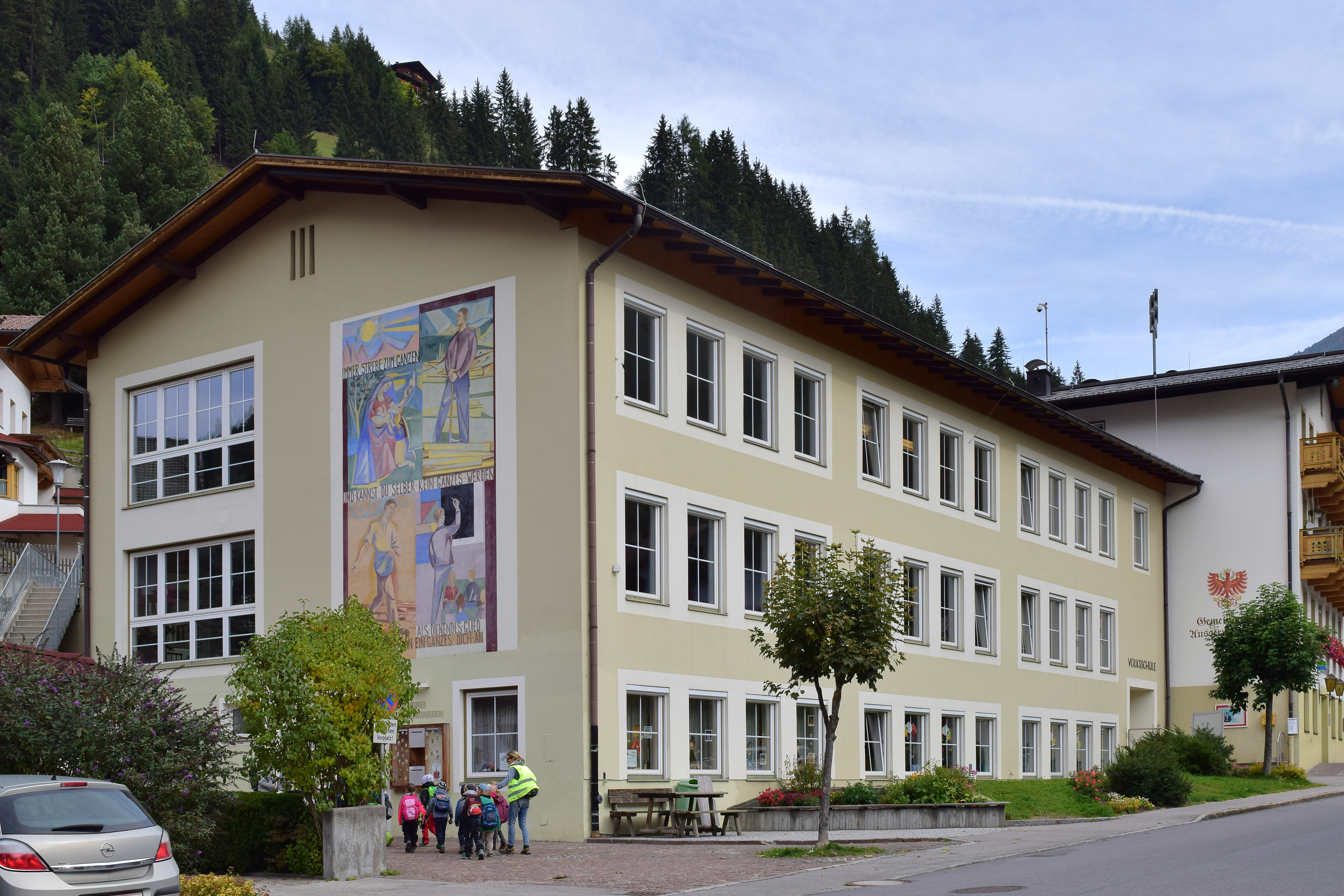
Volksschule Außervillgraten

### Bildung
Der erste Schulunterricht ist zwischen 1760 und 1790 belegt, wobei der Unterricht in dem 1895 abgetragenen „Scheibenhäusl“ am Versellerberg durchgeführt wurde. Ab 1780 wurde zudem neben der Kirche im Mesnergarten im einräumigen Schulgebäude ein Schulunterricht abgehalten. Nach 1820 wurde im Keller des Mesnerhauses unterrichtet. Das erste eigene Schulhaus wurde 1895 erbaut. Sie diente nahezu sieben Jahrzehnte als Schulhaus. Die heutige Volksschule wurde zwischen 1961 und 1964 errichtet und erreichte im Schuljahr 1967/68 mit 210 Schülern den höchsten Schülerstand in ihrer Schulgeschichte. 1997 wurde die Schule um einen Turnsaal, Medienraum und Fahrschülerraum erweitert. Die Volksschule war bis 1991/92 vollorganisiert, ab 1992/93 wurde sie dreiklassig und seit 2001/02 zweiklassig geführt. Mit der Einführung des Pflichtsprengels für die Hauptschule im Jahr 1971 und der damit verbundenen Auflassung der Volksschuloberstufe pendeln seitdem die Hauptschüler zur Hauptschule Sillian.
Neben der Volksschule verfügt die Gemeinde Außervillgraten seit 1974 über einen Kindergarten, der im Erdgeschoß des ehemaligen Schulgebäudes untergebracht wurde. Er verfügte über einen Gruppen- und Gymnastikraum sowie Garderobe und Sanitärraum. Im ersten Kindergartenjahr waren 37 Kinder angemeldet. Zu Schulbeginn 1989/90 wurde der Kindergarten in die Räume des Erdgeschoßes der Volksschule verlegt. Des Weiteren besteht eine 1977 eröffnete Gemeindebibliothek. Die Arbeitsgemeinschaft "Universität im Dorf" hat sich wiederum das Ziel gesetzt, die Bevölkerung an den Erkenntnissen der Landes-Universitäten teilnehmen zu lassen. Zum Unterricht in der Landesmusikschule müssen die Schüler nach Sillian ausweichen.

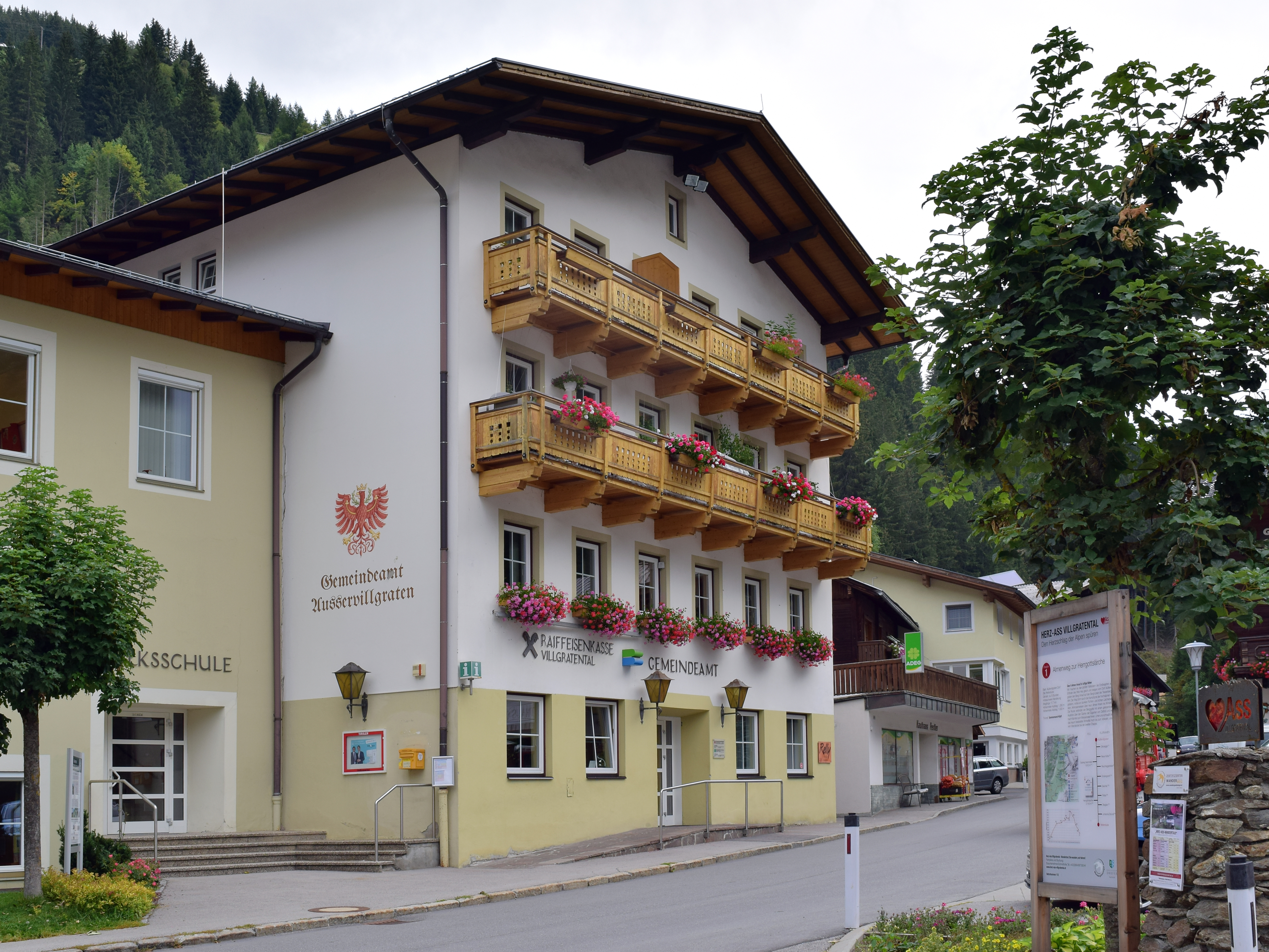
Gemeindeamt

## Politik

### Gemeinderat
Der Gemeinderat besteht aus 11 Mitgliedern.
| Partei                                                              | 2022    | 2022    | 2016    | 2016    | 2010    | 2010    |
| Partei                                                              | Prozent | Mandate | Prozent | Mandate | Prozent | Mandate |
| ------------------------------------------------------------------- | ------- | ------- | ------- | ------- | ------- | ------- |
| Gemeinsam für Außervillgraten 1) (GAV)                              | 54,81   | 7       | 39,53   | 4       | 45.17   |         |
| Aktiv für Außervillgraten Mit Deiner Stimme für unser Dorf (AKTIV)  | 32,89   | 3       |         |         |         |         |
| Unabhängige und Freiheitliche Liste Außervillgraten (UFL)           | 12,30   | 1       | 13,76   | 1       | 15.80   |         |
| Liste Arbeit und Wirtschaft - Mit Deiner Stimme für Außervillgraten |         |         | 46,71   | 6       | 39,03   |         |

1) Die Partei trat 2016 unter dem Namen „Gemeinsam für Außervillgraten - Bürgermeisterliste“ und 2010 als „Bauern und Wirtschaft - Gemeinsam für Außervillgraten“ an.

### Bürgermeister
Zum Bürgermeister gewählt wurde Josef Mair.

### Wappen
Das Gemeindewappen zeigt ein mit Gegenspitze von Silber und Rot gespaltenes Schild, wobei sich in der Gegenspitze ein grünes Ahornblatt befindet. Das Wappen versinnbildlicht den Namen der Gemeinde, der aus dem Romanischen stammt und "Tal des Ahorn" bedeutet. Die Blasonierung lautet: „Mit Gegenspitze gespalten von Silber und Rot, hinten ein grünes Ahornblatt.“ Die Farben der Gemeindefahne wurden mit Rot-Weiß festgelegt.

## Persönlichkeiten
- Michael Perfler (* 1933) wurde in Außervillgraten geboren und war 27 Jahre Bürgermeister. Zwischen 1984 und 1994 war er Abgeordneter zum Tiroler Landtag. Er ist Ehrenbürger der Gemeinde.